# Patricia Charnelet
Patricia Charnelet, née le 2 juillet 1951 dans le 8e arrondissement de Paris, est une journaliste française et présentatrice du journal de 13 heures sur Antenne 2 de 1986 à 1989.

## Biographie
Patricia Charnelet a présenté avec William Leymergie de septembre 1986 à décembre 1989, le journal de 13 heures d'Antenne 2, qui était alors le plus regardé à la mi-journée en France. Elle a aussi à l'occasion présenté des journaux de 20 heures pendant l'été. Après 25 années de journalisme au sein de la rédaction de France 2, elle s'est orientée vers la direction de sites internet depuis 2000, la profession de consultante privée et la communication médiatique.